# 橫芝光町
橫芝光町（日语：／ Yokoshibahikari machi */?）是千葉縣東北部的一町。
合併前的橫芝町與光町分別屬不同郡（歷史上分別屬上總國與下總國），現在橫芝光町屬山武郡。

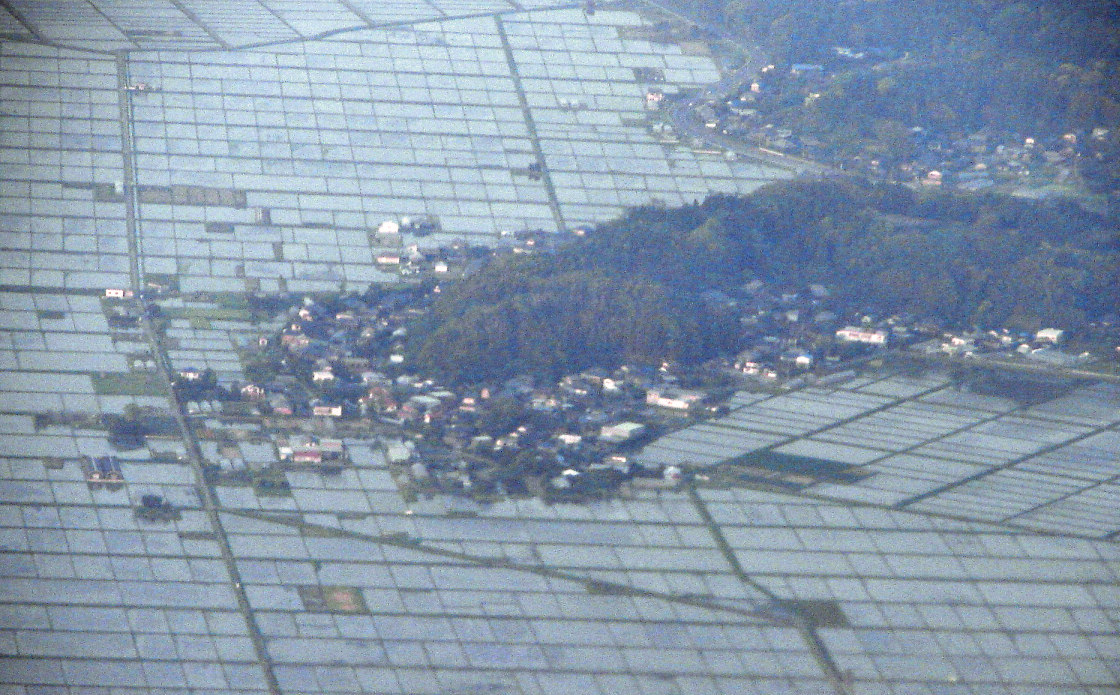
新井地區和附近的稻田

## 地理
位於千葉縣太平洋側、九十九里平原中央。町北部地勢較高，但起伏不大。九十九里平原最大的河川栗山川流經町中央。

### 鄰接自治體
- 山武市
- 匝瑳市
- 山武郡芝山町
- 香取郡多古町

## 歷史
- 繩文前期：大部分仍為海洋（繩文海進（日语：縄文海進））。
- 繩文中期：北部中台等地已有人類生活（貝塚）。
- 繩文後期：栗山川河口形成潟湖坂田池（日语：坂田池）與乾草沼（日语：乾草沼）。
- 繩文晩期：東京灣岸人口減少，九十九里沿岸人類持續活動，本町姥山已發現當時的標式遺跡（日语：標式遺跡）山武姥山貝塚（日语：山武姥山貝塚）。
- 彌生時代：海岸線後退，現在的平原地帶稻作興盛。
- 古墳時代：本町小川台發現與下海上國造（日语：下海上国造）有關的小川台古墳群（日语：小川台古墳群），中台發現與武社國造（日语：武社国造）有關的芝山古墳群（日语：芝山古墳群）。
- 平安時代：本町屋形是平高望（日语：平高望）與平良兼（日语：平良兼）等平氏據點。
- 室町時代：建造篠本城（日语：篠本城）（本町篠本）、坂田城（日语：坂田城）（坂田篠本）。

### 沿革

#### 橫芝光町成立前
- 1897年（明治30年）6月1日 - 橫芝站開業。
- 1953年（昭和28年）5月18日 - 制定國道126號（日语：国道126号）。
- 1998年（平成10年）3月30日 - 千葉東金道路松尾橫芝交流道啟用。
- 2006年（平成18年）3月25日 - 銚子連絡道路（日语：銚子連絡道路）橫芝光交流道啟用。

#### 橫芝光町成立後
- 2006年（平成18年）3月27日 - 山武郡橫芝町（日语：横芝町）與匝瑳郡（日语：匝瑳郡）光町（日语：光町 (千葉県)）合併成立橫芝光町。
- 2011年（平成23年）3月11日 - 東日本大地震，海嘯造成水災[1]。

### 行政區域變遷
- 變遷年表

| 橫芝光町町域變遷（年表） | 橫芝光町町域變遷（年表） | 橫芝光町町域變遷（年表） |
| 年                       | 月日                     | 現橫芝光町町域相關行政區域變遷 |
| ------------------------ | ------------------------ | --- |
| 1889年]（明治22年）      | 4月1日                   | 町村制施行，成立以下各村。 - 舊橫芝町 - 武射郡 - 旭村 ← 橫芝村、古川村、栗山村、鳥喰上村、鳥喰下村、鳥喰新田、兩國新田 - 上堺村 ← 屋形村、新島村、北清水村 - 大總村 ← 木戶台村、小堤村、寺方村、曾根合村、於幾村、坂田村、取立村、長倉村、姥山村・ 遠山村、牛熊村、谷台村、中台村 - 舊光町 - 匝瑳郡 - 南條村 ← 小川台村、台村、小田部村、傍示戶村、虫生村、富下村、芝崎村、母子村、兩國新田 - 東陽村 ← 宮川村、谷中村、原方村、目篠村、上原村 - 白濱村 ← 木戶村、尾垂惣領村 - 香取郡 - 日吉村 ← 篠本村、新井村、市野原村、二又村、寶米村 |
| 1892年（明治25年）       | 12月28日                 | 旭村改稱橫芝村。 |
| 1897年（明治30年）       | 4月1日                   | 武射郡與山邊郡合併成立山武郡。 |
| 1897年（明治30年）       | 5月10日                  | 橫芝村施行町制，為橫芝町。 |
| 1948年（昭和23年）       | 11月3日                  | 日吉村劃入匝瑳郡。 |
| 1951年（昭和26年）       |                          | 上堺村一部分（北清水一部分）編入橫芝町。 |
| 1954年（昭和29年）       | 5月3日                   | 南條村、東陽村、白濱村、日吉村合併成立光町。 |
| 1955年（昭和30年）       | 2月1日                   | 橫芝町、上堺村、大總村合併成立橫芝町。 |
| 2006年（平成18年）       | 3月27日                  | 光町與橫芝町合併成立橫芝光町。 |

- 變遷表

| 橫芝光町町域變遷表 | 橫芝光町町域變遷表 | 橫芝光町町域變遷表 | 橫芝光町町域變遷表  | 橫芝光町町域變遷表 | 橫芝光町町域變遷表         | 橫芝光町町域變遷表                               | 橫芝光町町域變遷表    | 橫芝光町町域變遷表       | 橫芝光町町域變遷表 |
| 1868年 以前        | 1868年 以前        | 1868年 以前        | 明治元年 - 明治22年 | 明治22年 4月1日    | 明治22年 - 昭和24年        | 明治22年 - 昭和24年                              | 昭和25年 - 昭和64年   | 平成元年 - 現在          | 現在               |
| ------------------ | ------------------ | ------------------ | ------------------- | ------------------ | -------------------------- | ------------------------------------------------ | --------------------- | ------------------------ | ------------------ |
| 武射郡             |                    | 橫芝村             | 橫芝村              | 旭村               | 明治30年4月1日 山武郡成立  | 明治25年12月28日 改稱橫芝村 明治30年5月10日 町制 | 昭和30年2月1日 橫芝町 | 平成18年3月27日 橫芝光町 | 橫芝光町           |
| 武射郡             | 古川村             |                    |                     | 旭村               | 明治30年4月1日 山武郡成立  | 明治25年12月28日 改稱橫芝村 明治30年5月10日 町制 | 昭和30年2月1日 橫芝町 | 平成18年3月27日 橫芝光町 | 橫芝光町           |
| 武射郡             | 栗山村             |                    |                     | 旭村               | 明治30年4月1日 山武郡成立  | 明治25年12月28日 改稱橫芝村 明治30年5月10日 町制 | 昭和30年2月1日 橫芝町 | 平成18年3月27日 橫芝光町 | 橫芝光町           |
| 武射郡             | 鳥喰上村           |                    |                     | 旭村               | 明治30年4月1日 山武郡成立  | 明治25年12月28日 改稱橫芝村 明治30年5月10日 町制 | 昭和30年2月1日 橫芝町 | 平成18年3月27日 橫芝光町 | 橫芝光町           |
| 武射郡             | 鳥喰下村           |                    |                     | 旭村               | 明治30年4月1日 山武郡成立  | 明治25年12月28日 改稱橫芝村 明治30年5月10日 町制 | 昭和30年2月1日 橫芝町 | 平成18年3月27日 橫芝光町 | 橫芝光町           |
| 武射郡             | 鳥喰新田           |                    |                     | 旭村               | 明治30年4月1日 山武郡成立  | 明治25年12月28日 改稱橫芝村 明治30年5月10日 町制 | 昭和30年2月1日 橫芝町 | 平成18年3月27日 橫芝光町 | 橫芝光町           |
| 武射郡             | 兩國新田           |                    |                     | 旭村               | 明治30年4月1日 山武郡成立  | 明治25年12月28日 改稱橫芝村 明治30年5月10日 町制 | 昭和30年2月1日 橫芝町 | 平成18年3月27日 橫芝光町 | 橫芝光町           |
| 武射郡             |                    | 屋形村             | 屋形村              | 上堺村             | 明治30年4月1日 山武郡成立  | 上堺村                                           | 昭和30年2月1日 橫芝町 | 平成18年3月27日 橫芝光町 | 橫芝光町           |
| 武射郡             | 北清水村           |                    |                     | 上堺村             | 明治30年4月1日 山武郡成立  | 上堺村                                           | 昭和30年2月1日 橫芝町 | 平成18年3月27日 橫芝光町 | 橫芝光町           |
| 武射郡             |                    | 新堀村             | 明治10年 新島村     | 上堺村             | 明治30年4月1日 山武郡成立  | 上堺村                                           | 昭和30年2月1日 橫芝町 | 平成18年3月27日 橫芝光町 | 橫芝光町           |
| 武射郡             | 三島村             |                    | 明治10年 新島村     | 上堺村             | 明治30年4月1日 山武郡成立  | 上堺村                                           | 昭和30年2月1日 橫芝町 | 平成18年3月27日 橫芝光町 | 橫芝光町           |
| 武射郡             |                    | 木戶台村           | 木戶台村            | 大總村             | 明治30年4月1日 山武郡成立  | 大總村                                           | 昭和30年2月1日 橫芝町 | 平成18年3月27日 橫芝光町 | 橫芝光町           |
| 武射郡             | 長倉村             |                    |                     | 大總村             | 明治30年4月1日 山武郡成立  | 大總村                                           | 昭和30年2月1日 橫芝町 | 平成18年3月27日 橫芝光町 | 橫芝光町           |
| 武射郡             | 坂田寺方村         |                    |                     | 大總村             | 明治30年4月1日 山武郡成立  | 大總村                                           | 昭和30年2月1日 橫芝町 | 平成18年3月27日 橫芝光町 | 橫芝光町           |
| 武射郡             | 坂田曾根合村       |                    |                     | 大總村             | 明治30年4月1日 山武郡成立  | 大總村                                           | 昭和30年2月1日 橫芝町 | 平成18年3月27日 橫芝光町 | 橫芝光町           |
| 武射郡             |                    | 坂田市場村         | 明治11年 坂田村     | 大總村             | 明治30年4月1日 山武郡成立  | 大總村                                           | 昭和30年2月1日 橫芝町 | 平成18年3月27日 橫芝光町 | 橫芝光町           |
| 武射郡             | 坂田取立村         |                    |                     | 大總村             | 明治30年4月1日 山武郡成立  | 大總村                                           | 昭和30年2月1日 橫芝町 | 平成18年3月27日 橫芝光町 | 橫芝光町           |
| 武射郡             | 姥山村             |                    |                     | 大總村             | 明治30年4月1日 山武郡成立  | 大總村                                           | 昭和30年2月1日 橫芝町 | 平成18年3月27日 橫芝光町 | 橫芝光町           |
| 武射郡             | 遠山村             |                    |                     | 大總村             | 明治30年4月1日 山武郡成立  | 大總村                                           | 昭和30年2月1日 橫芝町 | 平成18年3月27日 橫芝光町 | 橫芝光町           |
| 武射郡             | 中台村             |                    |                     | 大總村             | 明治30年4月1日 山武郡成立  | 大總村                                           | 昭和30年2月1日 橫芝町 | 平成18年3月27日 橫芝光町 | 橫芝光町           |
| 武射郡             | 坂田於幾村         |                    |                     | 大總村             | 明治30年4月1日 山武郡成立  | 大總村                                           | 昭和30年2月1日 橫芝町 | 平成18年3月27日 橫芝光町 | 橫芝光町           |
| 武射郡             | 坂田小堤村         |                    |                     | 大總村             | 明治30年4月1日 山武郡成立  | 大總村                                           | 昭和30年2月1日 橫芝町 | 平成18年3月27日 橫芝光町 | 橫芝光町           |
| 武射郡             | 谷台村             |                    |                     | 大總村             | 明治30年4月1日 山武郡成立  | 大總村                                           | 昭和30年2月1日 橫芝町 | 平成18年3月27日 橫芝光町 | 橫芝光町           |
| 匝瑳郡             |                    | 小川台村           | 小川台村            | 南條村             | 南條村                     | 南條村                                           | 昭和29年5月3日 光町   | 平成18年3月27日 橫芝光町 | 橫芝光町           |
| 匝瑳郡             | 台村               |                    |                     | 南條村             | 南條村                     | 南條村                                           | 昭和29年5月3日 光町   | 平成18年3月27日 橫芝光町 | 橫芝光町           |
| 匝瑳郡             | 小田部村           |                    |                     | 南條村             | 南條村                     | 南條村                                           | 昭和29年5月3日 光町   | 平成18年3月27日 橫芝光町 | 橫芝光町           |
| 匝瑳郡             | 傍示戶村           |                    |                     | 南條村             | 南條村                     | 南條村                                           | 昭和29年5月3日 光町   | 平成18年3月27日 橫芝光町 | 橫芝光町           |
| 匝瑳郡             | 虫生村             |                    |                     | 南條村             | 南條村                     | 南條村                                           | 昭和29年5月3日 光町   | 平成18年3月27日 橫芝光町 | 橫芝光町           |
| 匝瑳郡             | 富下村             |                    |                     | 南條村             | 南條村                     | 南條村                                           | 昭和29年5月3日 光町   | 平成18年3月27日 橫芝光町 | 橫芝光町           |
| 匝瑳郡             | 芝崎村             |                    |                     | 南條村             | 南條村                     | 南條村                                           | 昭和29年5月3日 光町   | 平成18年3月27日 橫芝光町 | 橫芝光町           |
| 匝瑳郡             | 母子村             |                    |                     | 南條村             | 南條村                     | 南條村                                           | 昭和29年5月3日 光町   | 平成18年3月27日 橫芝光町 | 橫芝光町           |
| 匝瑳郡             | 兩國新田           |                    |                     | 南條村             | 南條村                     | 南條村                                           | 昭和29年5月3日 光町   | 平成18年3月27日 橫芝光町 | 橫芝光町           |
| 匝瑳郡             |                    | 宮川村             | 宮川村              | 東陽村             | 東陽村                     | 東陽村                                           | 昭和29年5月3日 光町   | 平成18年3月27日 橫芝光町 | 橫芝光町           |
| 匝瑳郡             | 谷中村             |                    |                     | 東陽村             | 東陽村                     | 東陽村                                           | 昭和29年5月3日 光町   | 平成18年3月27日 橫芝光町 | 橫芝光町           |
| 匝瑳郡             | 原方村             |                    |                     | 東陽村             | 東陽村                     | 東陽村                                           | 昭和29年5月3日 光町   | 平成18年3月27日 橫芝光町 | 橫芝光町           |
| 匝瑳郡             | 目篠村             |                    |                     | 東陽村             | 東陽村                     | 東陽村                                           | 昭和29年5月3日 光町   | 平成18年3月27日 橫芝光町 | 橫芝光町           |
| 匝瑳郡             | 上原村             |                    |                     | 東陽村             | 東陽村                     | 東陽村                                           | 昭和29年5月3日 光町   | 平成18年3月27日 橫芝光町 | 橫芝光町           |
| 匝瑳郡             |                    | 木戶村             | 木戶村              | 白濱村             | 白濱村                     | 白濱村                                           | 昭和29年5月3日 光町   | 平成18年3月27日 橫芝光町 | 橫芝光町           |
| 匝瑳郡             |                    | 尾垂村             | 明治11年 尾垂惣領村 | 白濱村             | 白濱村                     | 白濱村                                           | 昭和29年5月3日 光町   | 平成18年3月27日 橫芝光町 | 橫芝光町           |
| 匝瑳郡             | 惣領村             |                    | 明治11年 尾垂惣領村 | 白濱村             | 白濱村                     | 白濱村                                           | 昭和29年5月3日 光町   | 平成18年3月27日 橫芝光町 | 橫芝光町           |
| 香取郡             |                    | 篠本村             | 篠本村              | 日吉村             | 昭和23年11月3日 劃入匝瑳郡 | 日吉村                                           | 昭和29年5月3日 光町   | 平成18年3月27日 橫芝光町 | 橫芝光町           |
| 香取郡             | 新井村             |                    |                     | 日吉村             | 昭和23年11月3日 劃入匝瑳郡 | 日吉村                                           | 昭和29年5月3日 光町   | 平成18年3月27日 橫芝光町 | 橫芝光町           |
| 香取郡             | 市野原村           |                    |                     | 日吉村             | 昭和23年11月3日 劃入匝瑳郡 | 日吉村                                           | 昭和29年5月3日 光町   | 平成18年3月27日 橫芝光町 | 橫芝光町           |
| 香取郡             | 二又村             |                    |                     | 日吉村             | 昭和23年11月3日 劃入匝瑳郡 | 日吉村                                           | 昭和29年5月3日 光町   | 平成18年3月27日 橫芝光町 | 橫芝光町           |
| 香取郡             | 寶米村             |                    |                     | 日吉村             | 昭和23年11月3日 劃入匝瑳郡 | 日吉村                                           | 昭和29年5月3日 光町   | 平成18年3月27日 橫芝光町 | 橫芝光町           |

### 地名由來
町名來自於合併前的橫芝町與光町。

## 人口
| 横芝光町人口分布圖 |                                                 |  |
| 横芝光町與日本全國年齡別人口分布比較圖 （2005年資料） | 横芝光町的年齡、男女別人口分布圖 （2005年資料） |  |
| ■紫色是横芝光町 ■綠色是全国 | ■藍色是男性 ■紅色是女性                         |  |
| 横芝光町人口變化 \| 1970年 \| 23,192人 \| \| \| 1975年 \| 24,434人 \| \| \| 1980年 \| 25,387人 \| \| \| 1985年 \| 25,923人 \| \| \| 1990年 \| 26,430人 \| \| \| 1995年 \| 26,814人 \| \| \| 2000年 \| 26,721人 \| \| \| 2005年 \| 25,981人 \| \| \| 2010年 \| 24,675人 \| \| \| 2015年 \| 23,762人 \| \| \| 2020年 \| 22,075人 \| \| |                                                 |  |
| 資料來源：日本總務省統計中心提供之人口普查數據 |                                                 |  |
| 1970年 | 23,192人                                        |  |
| 1975年 | 24,434人                                        |  |
| 1980年 | 25,387人                                        |  |
| 1985年 | 25,923人                                        |  |
| 1990年 | 26,430人                                        |  |
| 1995年 | 26,814人                                        |  |
| 2000年 | 26,721人                                        |  |
| 2005年 | 25,981人                                        |  |
| 2010年 | 24,675人                                        |  |
| 2015年 | 23,762人                                        |  |
| 2020年 | 22,075人                                        |  |

## 行政

### 町長
- 佐藤晴彥（さとう はるひこ，第二任）

## 經濟

### 農業
- 自古以來稻作興盛。

### 漁業
- 栗山川漁港（日语：栗山川漁港）

### 本社位於本地的主要企業
- 日本奇異引擎服務（日语：日本GE・エンジンサービス） - 飛機引擎修理等。
- 千葉窯業 - 混凝土產品製造

### 設置事業所的主要企業
- SUZUKI千葉納整中心
- 東京威力科創物流中心
- SBS LOGICOM（日语：SBSロジコム）成田橫芝支店
- Negurosu電工（ネグロス電工）橫芝工場
- MTC金屬技研千葉工場

## 姊妹都市、友好都市

### 日本
- 松田町（神奈川縣足柄上郡）
1968年12月1日與光町締結姊妹都市。2006年11月3日重新簽訂。
- 千曲市（長野縣）
1996年光町與更級郡（日语：更級郡）上山田町締結姊妹。上山田町合併為千曲市後，2004年4月29日重新簽訂。橫芝光町成立後，於2006年11月8日再次簽訂。

## 地域

### 教育

#### 小學校
- 橫芝光町立大總小學校
- 橫芝光町立上堺小學校
- 橫芝光町立橫芝小學校
- 橫芝光町立南條小學校
- 橫芝光町立東陽小學校
- 橫芝光町立白濱小學校
- 橫芝光町立日吉小學校

#### 中學校
- 橫芝光町立橫芝中學校
- 橫芝光町立光中學校

#### 高等學校
- 橫芝敬愛高等學校（日语：横芝敬愛高等学校）

## 交通

### 鐵路
東日本旅客鐵道（JR東日本）
- 總武本線：橫芝站

### 巴士
- 千葉交通（日语：千葉交通）
  - 蓮沼循環線
  - 水戶線（橫芝站 - 多古車庫）
  - 高速巴士（銚子、橫芝 - 千葉站、海濱幕張站、免許中心）
- 機場接駁巴士（日语：空港シャトルバス (成田空港)）（橫芝屋形海岸 - 蓮沼海濱公園 - 芝山千代田站 - 成田機場第2旅客候機樓）
- 橫芝光町循環巴士（日语：横芝光町循環バス）

### 道路
- 收費道路
  - 圈央道
    - 松尾橫芝交流道

  - 銚子連絡道路（日语：銚子連絡道路）
    - 松尾橫芝IC - 橫芝光交流道
- 一般國道
  - 國道126號（日语：国道126号）
- 主要地方道
  - 千葉縣道22號千葉八街橫芝線（日语：千葉県道22号千葉八街横芝線）
  - 千葉縣道30號飯岡一宮線（日语：千葉県道30号飯岡一宮線）（九十九里海灘線（日语：九十九里ビーチライン））
  - 千葉縣道45號八日市場八街線（日语：千葉県道45号八日市場八街線）
  - 千葉縣道49號八日市場榮線（日语：千葉県道49号八日市場栄線）
  - 千葉縣道62號成田松尾線（日语：千葉県道62号成田松尾線）（芝山埴輪道（日语：芝山はにわ道））
  - 千葉縣道78號橫芝上堺線（日语：千葉県道78号横芝上堺線）
  - 千葉縣道79號橫芝下總線（日语：千葉県道79号横芝下総線）
- 一般縣道
  - 千葉縣道108號橫芝停車場白濱線（日语：千葉県道108号横芝停車場白浜線）
  - 千葉縣道109號橫芝停車場吉田線（日语：千葉県道109号横芝停車場吉田線）
  - 千葉縣道112號成田成東線（日语：千葉県道112号成田成東線）
  - 千葉縣道116號橫芝山武線（日语：千葉県道116号横芝山武線）
  - 千葉縣道122號飯岡片貝線（日语：千葉県道122号飯岡片貝線）
- 自行車道
  - 千葉縣道408號飯岡九十九里自行車道線（日语：千葉県道408号飯岡九十九里自転車道線）

## 名勝、古蹟、觀光地、祭典、活動
- 鬼來迎（日语：鬼来迎）（重要無形民俗文化財）
- 芝山古墳群（日语：芝山古墳群）（殿塚、姬塚：國家史跡）
- 小川台古墳群（日语：小川台古墳群）：千葉縣最古老的埴輪。
- 坂田城址（日语：坂田城）、接觸坂田池公園（日语：坂田池）
- 熊野神社（日语：熊野神社 (横芝光町)）：熊野山領匝瑳南條荘（日语：匝瑳南条荘）鎮座神社，舊鄉社。
- 四社神社（日语：四社神社 (横芝光町)）：位於上總介高望王（日语：平高望）政務所鬼門方位的神社，舊鄉社。
- 無量寺（日语：無量寺 (横芝光町)）：元祿年間近鄰網主捐贈的「無量寺六地藏」是自古以來女人的信仰中心。
- 成田山御本尊不動明王御上陸之地 - （大本山成田山 - 成田山介紹 - 御本尊上陸聖地）
- 屋形海岸：MARINPIA栗山川（マリンピアくりやまがわ）
- 木戶濱海水浴場：蠵龜產卵地。

## 知名人士
- 伊能忠敬

## 備註
1. ↑  . 千葉県. 2011-07-15  [2011-07-18]. （原始内容存档于2012-01-21）.
2. ↑  角川日本地名大辞典編纂委員会『角川日本地名大辞典 12 千葉県』、角川書店、1984年 ISBN 4040011201より

## 外部連結
- 千葉縣橫芝光町 （页面存档备份，存于）